# Mayottea insolens
Mayottea insolens är en insektsart som beskrevs av Rehn, J.A.G. 1959. Mayottea insolens ingår i släktet Mayottea och familjen gräshoppor. Inga underarter finns listade i Catalogue of Life.